# Sulfure de plomb(II)
Le sulfure de plomb(II) est un composé chimique de formule PbS (c'est-à-dire que le plomb y est au degré d'oxydation +II), obtenu la plupart du temps par purification de la galène, un minéral. Le sulfure de plomb (PbS), à l'instar d'autres composés comme le séléniure de plomb (PbSe), le tellurure de plomb (PbTe) ou autres sels de plomb sont des semi-conducteurs de la famille IV-VI. Le sulfure de plomb est toxique, en raison de la présence de plomb dans sa composition (risques de saturnisme).

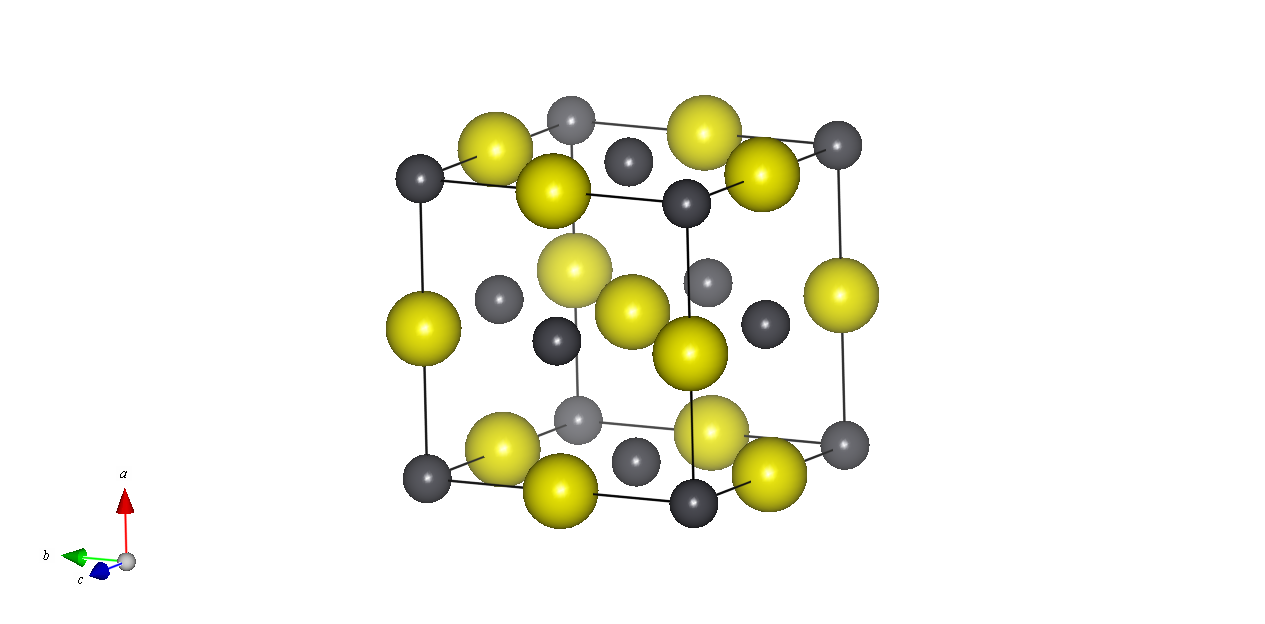
Maille conventionnelle du sulfure de plomb (II) : dans la maille cubique à faces centrées, les éléments sont représentés avec leurs rayons ioniques. Les atomes de soufre sont représentés en gris, les atomes de plomb en jaune.